# Déversoir d'orage
Les déversoirs d'orage sont des ouvrages utilisés sur le réseau d'évacuation des eaux des agglomérations possédant un réseau unitaire. Ils tirent leur nom (déversoir) du nom de la structure de « trop-plein » construite en amont des moulins à eau. Ils permettent de rejeter une partie des effluents dans le milieu naturel ou dans un bassin de rétention, sans passer par la station d'épuration.

## Histoire
L'utilisation des déversoirs remonte aux Romains qui utilisaient déjà de telles structures.
Au Moyen Âge, l'utilisation de l'énergie hydraulique nécessitait le contrôle des débits et l'utilisation de seuils similaires à ceux employés aujourd'hui dans les déversoirs d'orage.
À la fin du XIXe siècle, les premiers déversoirs d'orage virent le jour en même temps que les réseaux d'assainissement des grandes villes. Ils avaient alors pour objet de rejeter dans le milieu naturel les débits que les collecteurs aval ne pouvaient pas absorber de façon à éviter les inondations.
D'abord présent dans les réseaux d'assainissement des grandes villes, la construction de déversoirs d'orage s'est généralisée en France après la publication de l'Instruction technique de 1977 qui en abordait l'utilisation et le dimensionnement. 
Dans les années 1970, la prise de conscience de la pollution des eaux de ruissellement a donné un nouveau rôle aux déversoirs : celui de transférer vers les stations d'épuration le maximum de pollution et si possible tous les flottants.
Muni d'une vanne pilotable à distance ou par automatisme, située juste avant la sortie vers l'exutoire ou le milieu naturel, un déversoir d'orage peut servir de stockage aval. Les eaux résiduaires sont ainsi stockées dans le volume du déversoir quand la vanne est fermée, et restituées au collecteur aval avec un débit régulé. La vanne est ouverte au dernier moment pour éviter l'inondation par débordement des collecteurs situés en amont. Le Plan de modernisation de l'assainissement parisien (1990-2010) a ainsi équipé 4 déversoirs d'orage de vannes automatisées.

## Principe
En cas de fortes pluies, la capacité des stations ne permet pas toujours de traiter l'ensemble des effluents produits. Il est alors nécessaire de dévier ces flux afin d'éviter l'encombrement des conduites et l'inondation des agglomérations.
Un déversoir d'orage va donc dévier une partie des effluents lorsque le débit en amont dépasse une certaine valeur que l'on appelle débit de référence.
Un déversoir d'orage doit assurer quatre fonctions principales :
- Envoyer les eaux usées de temps sec vers la station d'épuration en limitant les chutes de vitesse d'écoulement afin d'éviter les phénomènes de décantation.
- Envoyer les eaux usées et celles des petites pluies vers la station d'épuration sans « surverse ».
- Déverser les débits de pluie supérieurs au débit de référence.
- Empêcher l'entrée d'eau en provenance du milieu naturel dans le réseau : les déversoirs d'orage étant reliés au milieu naturel, il est possible qu'une rivière en crue viennent s'y engouffrer.